# Srebrna (album)
Srebrna je tretji studijski album slovenske rock skupine Zmelkoow, izdan 1. decembra 1997 pri založbi Primitivc glasbic. To je prvi album s klaviaturistom skupine Teom Kahrimanovićem.

Na hrbtni strani CD škatlice je napisano sporočilo kupcu:
| “ | Opozorilo! Izdelek po mnenju strokovnjakov za splošne in druge zadeve ni vreden svoje cene, poleg tega pa lahko pri otrocih, mlajših od 80 let, povzroči povečano poraščenost hrbta in neritmično kolcanje. Bodite pametni in raje kupite kaj bolj koristnega, smučke recimo. Komisija za mnenja pri Uradu za zadeve | ” |

## Seznam pesmi
Vse pesmi je napisal Goga Sedmak, razen kjer je to navedeno.
1. »O, Bog« – 2:50
2. »Se ne prodam« – 3:48
3. »Dekle je po vodo šlo« (ljudska) – 3:12
4. »Srnica« – 3:45
5. »Lady Bella« – 1:57
6. »Maček pod oknom« – 3:23
7. »Baby« – 2:23
8. »Tako naspidiran« – 3:19
9. »Rožanspierre« – 3:23
10. »Patljivci« – 5:32
11. »Another« – 3:11
12. »Mamica je kakor zarja« (ljudska) – 1:33

## Zasedba

### Zmelkoow
- Goga Sedmak — vokal, kitara
- Žare Pavletič — bas kitara
- Damjan Barut — bobni
- Teo Kahrimanović — klaviature

### Ostali
- Borut Škabar — kitara (8, 9)
- Gaber Radojević — kitara (2, 8, 10)
- Mauricjo Ratoša — kitara (1, 8)